# رندال براینت
رندال براینت (انگلیسی: Randal Bryant؛ زادهٔ ۲۷ اکتبر ۱۹۵۲) یک دانشمند رایانه آمریکایی است که به خاطر تحقیقاتش در زمینه درستی‌یابی صوری سخت‌افزار و نرم‌افزار دیجیتال شناخته شده است. براینت از سال ۱۹۸۴ عضو هیئت علمی دانشگاه کارنگی ملون بوده است. او از سال ۲۰۰۴ تا ۲۰۱۴ به عنوان رئیس دانشکده علوم رایانه (SCS) در کارنگی ملون خدمت کرد. دکتر براینت در ۳۰ ژوئن ۲۰۲۰ بازنشسته شد و به عنوان استاد ممتاز دانشگاه بنیانگذاران منصوب شد. وی عضو پیوسته انجمن مهندسان برق و الکترونیک است.
برایانت به خاطر تحقیقاتش در زمینه تأیید سخت‌افزار و نرم‌افزار و همچنین الگوریتم‌ها و معماری رایانه، تقدیرنامه‌های زیادی دریافت کرده است. مقاله او در سال ۱۹۸۶ در مورد دستکاری نمادین بولی با استفاده از نمودارهای تصمیم‌گیری دودویی مرتب (BDDs) بالاترین تعداد استناد را در بین تمام نشریات در پایگاه داده سایت‌سیر مربوط به علوم رایانه دارد. در سال ۲۰۰۹، برایانت جایزه فیل کافمن را از کنسرسیوم EDA «به خاطر پیشرفت‌های تکنولوژیکی اساسی‌اش در زمینه تأیید رسمی» دریافت کرد.